# Rhaphuma superba
Rhaphuma superba är en skalbaggsart som beskrevs av Dauber 2002. Rhaphuma superba ingår i släktet Rhaphuma och familjen långhorningar. Inga underarter finns listade i Catalogue of Life.